# Katechismusdebatte
Bei der Katechismusdebatte (vielfach in Anlehnung an den Historikerstreit auch als Zweiter Historikerstreit oder Historikerstreit 2.0 betitelt) handelt es sich um eine Debatte um den Stellenwert des Holocausts in der gegenwärtigen Erinnerungskultur in Deutschland, häufig im Zusammenhang mit dem Gedenken an die Verbrechen des Kolonialismus. Basierend auf älteren Debatten, polarisierte ein Artikel des australischen Genozidforschers Anthony Dirk Moses die Fachwelt und die Feuilletons und löste eine Debatte aus.

## Ein zweiter Historikerstreit?
Vielfach wurde die Debatte in den Medien in Anlehnung an den Historikerstreit von 1986 als Historikerstreit 2.0 oder als zweiter Historikerstreit betitelt. Prominent verwendet hat den Begriff auch Jürgen Habermas, der auch im Historikerstreit von 1986 eine wichtige Rolle spielte. Andere Diskutanten, prominent etwa Dirk Moses oder Jürgen Zimmerer, lehnen die Bezeichnung der Debatte als Historikerstreit 2.0 ab.
Beide Streite vereine – so Dan Diner – die „Argumentationsfigur der Ursprünglichkeit“: Während Ernst Nolte im ersten Historikerstreit suggestiv argumentierte, der stalinistische Gulag sei ursprünglicher als der Holocaust gewesen, argumentierten nun Vertreter der postkolonialen Schule, die kolonialen Genozide hätten vor dem Holocaust das „logische und faktische Prius“ (Diner nutzt hierbei die Wortwahl Noltes).
Unterschiede zum Historikerstreit werden in der kulturellen Bandbreite, der Globalität und der geschlechtlichen Vielfalt der Beteiligten gesehen.

## Chronologie

### Vorgeschichte und Veröffentlichung
Am 23. Mai 2021 veröffentlichte der australische Genozidforscher Dirk Moses im Online-Magazin Geschichte der Gegenwart einen Artikel unter dem Titel Der Katechismus der Deutschen (eine Referenz auf eine gleichnamige Schrift Heinrich von Kleists). Darin behauptete er, die deutsche Erinnerungskultur bestehe wie ein religiöser Katechismus aus mehreren Dogmen, denen zu widersprechen als Häresie behandelt werde. Damit löste Moses eine Debatte im deutschen Feuilleton und in der Fachwelt aus. Sie wird zumeist im Zusammenhang oder als neue Stufe älterer Debatten um die deutsche Erinnerungskultur und den Antisemitismus (etwa mit der Antisemitismusdebatte um Achille Mbembe) betrachtet. So meint etwa Michael Wildt, die Diskussion um Moses' Artikel knüpfe an vorherige gesellschaftliche Debatten (wie etwa die Mbembe-Debatte, die Rückgabe kolonialer Kunstgegenstände, die Anerkennung des Völkermords an den Herero und Nama, den BDS-Beschluss sowie Michael Rothbergs Buch Multidirektionale Erinnerung) an. In diese „recht aufgeladene, mehrschichtige Diskussion“ sei wie eine Bombe Moses' Artikel geplatzt. Für Urs Lindner beginnt der Historikerstreit 2.0 bereits mit der Antisemitismusdebatte um Mbembe. Moses selber erklärte, er habe den Katechismusartikel u. a. geschrieben, weil er sich über die Mbembe-Debatte sowie die Reaktionen auf Rothbergs Multidirektionale Erinnerung geärgert habe. Laut Moses selber sei er auch nicht der erste, der den Katechismus kritisiert habe; Moses verweist auf Stephan Detjen, der bereits im Mai 2020 (damals im Bezug auf die Debatte um Mbembe) Ähnliches geäußert habe.

Als Grund für das Ausbrechen der Debatte zur jetzigen Zeit wird unter anderem die Globalisierung genannt. Natan Sznaider nennt explizit auch die Einbettung der Erinnerung in einen europäischen Kontext sowie die Anforderung einer neuen, migrantisch geprägten Gesellschaft: 

„Deutsche Schuld und Erinnerung sollen in nationales und europäisches Denken eingeflochten werden. Das bedeutet, sich aus der Fixierung auf das Jahr 1933 zu lösen, sich aus der deutsch-jüdischen Geschichte zu entfernen und deutsche Schuld so zu formulieren, dass sich auch andere Minderheiten in Deutschland identifizieren können.“

### Moses’ Thesen

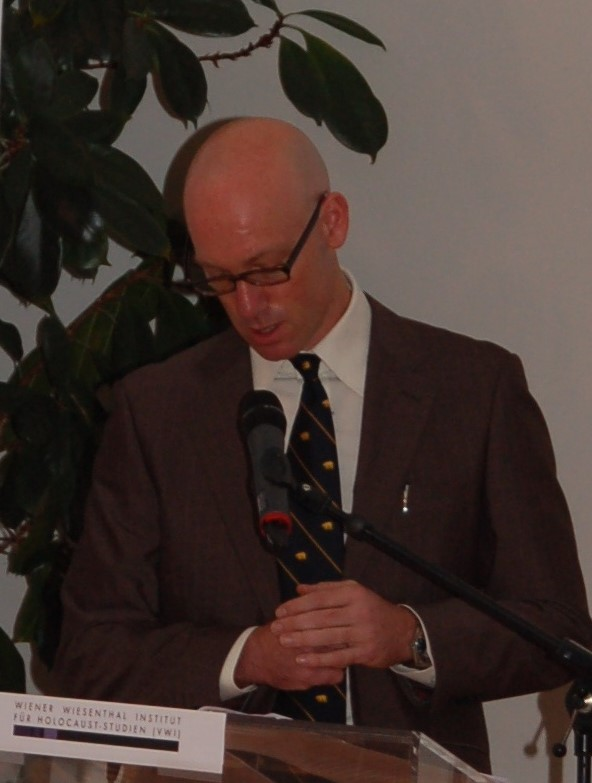
Dirk Moses

Moses diagnostiziert der deutschen Erinnerungskultur einen fünfteiligen Katechismus, der von „selbsternannten Hohepriestern“ bewacht werde. Der Katechismus der Deutschen bestehe – so Moses – aus fünf Überzeugungen:
1. Der Holocaust sei einzigartig, weil dort die uneingeschränkte Vernichtung nur um der Vernichtung willen geschehen sei, während andere Genozide aufgrund „pragmatischer und begrenzter Ziele“ unternommen worden seien.
2. Die Erinnerung an den Holocaust als Zivilisationsbruch bilde  das moralische Fundament der deutschen Nation, häufig auch der europäischen Zivilisation.
3. Deutschland trage gegenüber den Juden in Deutschland und dem Staat Israel eine besondere Verantwortung und sei letzterem zu Loyalität verpflichtet.
4. Antisemitismus sei ein Ideologem und Vorurteil sui generis, das spezifisch deutsch ist. Er soll nicht mit Rassismus gleichgesetzt werden.
5. Antizionismus sei Antisemitismus.

Laut Moses hat der neue Katechismus im Zuge verschiedener Debatten, darunter des Historikerstreits und der Goldhagen-Debatte, zunehmend einen älteren, konservativen Katechismus abgelöst. Dies habe auch daran gelegen, dass Deutschlands geopolitische Legitimität von der Akzeptanz des neuen „im Austausch mit amerikanischen, britischen und israelischen Eliten ausgehandelte[n] Katechismus“ abhing. Seit dem neuen Katechismus sei der Holocaust für Millionen Deutsche ein „heiliges Trauma“, das nicht durch andere Ereignisse „kontaminiert“ werden dürfe. Die „erinnerungspolitische Orthodoxie“, zu denen Moses auch den Antisemitismusbeauftragten der Bundesregierung zählt, halte immer nach „antisemitischer Häresie und Glaube an den alten Katechismus“ Ausschau. Als Beispiel führt Moses den BDS-Beschluss der Bundesregierung vom 17. Mai 2019 an. Dieser Katechismus werde der neuen, migrantisch geprägten Gesellschaft nicht mehr gerecht. Der Holocaust sei Teil vieler Geschichten: „des Antisemitismus, der massenhaften Versklavung, von Aufständen in den Kolonien und von Vertreibungen, um nur einige Beispiele zu nennen.“ Für Moses verdeckt der Holocaust andere Verbrechen: „Deutsche Eliten instrumentalisieren den Holocaust, um andere historische Verbrechen auszublenden.“
Der Katechismus habe zwar viele positive Wirkungen gehabt, etwa bei der Entnazifizierung. Deutschland aber habe sich verändert und jetzt gefährde er die Freiheit. Es sei Zeit, diesen Katechismus zu verabschieden und die Frage nach historischer Gerechtigkeit unter Einbezug aller Opfer („auch BPoC, inkl. Juden und Jüdinnen und Muslime und Muslimas, Einwander:innen und ihre Nachfahren“) neu zu verhandeln.

### Debatte im BlogNew Fascism Syllabus
Die ersten Reaktionen zu Moses’ Artikel folgte im Blog New Fascism Syllabus, wo sich verschiedene, insbesondere englischsprachige Historiker äußerten. Einige der Debattenbeiträge wurden in deutschen Übersetzungen auch auf Geschichte der Gegenwart veröffentlicht. Die Reaktionen waren gemischt, aber im Grundton eher positiv. Viele Autoren stimmten großen Teile Moses’ Argumentation zwar zu, meinten aber, es brauche mehr Differenzierung. Helmut Walser Smith hingegen äußerte sich dezidiert kritisch und stimmte zumindest partiell dem Urteil von Patrick Bahners zu, Moses sei ein „Sieferle von links“. Mehrfach kritisiert wurde Moses’ Kritik an der Bewegung, die sich für Gedenken und Aufklärung nationalsozialistischer Verbrechen engagiert hätte. Diese von Moses manchmal als „68er“, manchmal als „Eliten“ oder „Hohepriester“ benannte Bewegung sei, wie Helmut Walser Smith schreibt, eine viel breitere, soziale Bewegung gewesen, als Moses es impliziert habe. Moses’ religiöse Wortwahl (etwa der Begriff Katechismus, der aus christlichen Kontexten stammt) wurde von mehreren Autoren kritisiert (etwa von Paula-Irene Villa Braslavsky und Bill Niven). Am 15. Juni schaltete sich Moses mithilfe eines neuen Beitrags auf dem Blog in die Debatte ein. Am 16. Juni wurde die Debatte innerhalb des Blogs von der Koordinatorin und Herausgeberin des Blogs, Jennifer Evans, für beendet erklärt. Insgesamt erschienen mit Evans’ Endbeitrag 21 Beiträge. Sie dauerte vom 25. Mai bis zum 16. Juni.

### Debatte im deutschen Feuilleton
Nach der größtenteils akademischen Debatte um Moses Thesen verlief die Debatte schnell auch in den Feuilletons. Einzelne Journalisten, etwa Alan Posener, Jürgen Kaube, Thomas Schmid und Vojin Saša Vukadinović mischten sich in die Diskussion ein. Vielfach beteiligten sich Historiker in Gastbeiträgen oder Kolumnen für wichtige deutschsprachige Zeitungen: Kritisch äußerten sich insbesondere Norbert Frei in der Süddeutschen Zeitung, im Juli 2021 Dan Diner in der FAZ und Saul Friedländer in der Zeit sowie Götz Aly im Deutschlandfunk Kultur. Auch Dirk Moses veröffentlichte am 17. Juli 2021 einen Gastbeitrag in der Zeit. Eher unterstützend zu ihm äußerten sich weiter Michael Rothberg und Jürgen Zimmerer in der Zeit. Auch Habermas bezog am 9. September 2021 in einem Beitrag im Philosophie Magazin Stellung, worauf Dirk Moses wiederum am 25. September in der Berliner Zeitung antwortete.

### Die ersten Buchpublikationen
Im Herbst 2021 argumentieren Ali Tonguç Ertuğrul, Sabri Deniz Martin und Vojin Saša Vukadinović in einem Aufsatz, Moses sei im Kontext der Modernisierung antiimperialistischer Ideologie zu lesen und schreibe für ein ganzes Milieu, das sich durch historisches Unwissen bezüglich des Holocaust und ideengeschichtliches Desinteresse an menschheitsgeschichtlichen Zäsuren auszeichne. Im Frühjahr 2022 erschienen die ersten eigenständigen Buchpublikationen zum Thema. Im Januar versammelte der Band Ein Verbrechen ohne Namen Texte von Saul Friedländer, Norbert Frei, Sybille Steinbacher, Dan Diner und Jürgen Habermas, die sich allesamt kritisch zu den Thesen Moses’ äußern. Bei den Texten handelt es sich – bis auf Steinbachers Text, der ein Originalbeitrag ist – um erweiterte und bearbeitete Verfassung bereits veröffentlichter Texte. Auch Charlotte Wiedemanns Den Schmerz der Anderen begreifen. Holocaust und Weltgedächtnis wurde im Zusammenhang mit der Debatte rezipiert. Natan Sznaider veröffentlichte mit seinem Werk Fluchtpunkte der Erinnerung: Über die Gegenwart von Holocaust und Kolonialismus einen weiteren Debattenbeitrag.

### Documenta15
Eine weitere Verstärkung erhielt das Thema durch den Antisemitismusskandal der documenta 15. Einige Beobachter stellten beide Themenkomplexe – Moses’ Katechismustext und den Eklat – in einen Zusammenhang. Für Hanno Hauenstein und Eyal Weizman war die documenta-Debatte im Subtext auch stets eine Mitverhandlung der „Bedingungen des Vergleichs und der Verschränkung der Erinnerung an den Holocaust mit der Erinnerung an koloniale Gewaltverbrechen“. (zum Skandal siehe Documenta fifteen#Antisemitismuseklat)

### „Historiker streiten“ und Wiedemann-Kontroverse
Im September 2022 erschien der Band Historiker streiten, der von Susan Neiman und Michael Wildt herausgegeben wurde. Die Texte basieren auf einem gleichnamigen Symposium, das im Oktober 2021 am Einstein-Forum stattfand. Die Veröffentlichung sorgte für Kritik: Die simbabwisch-amerikanische Soziologin und Aktivistin Zoé Samudzi war als einzige Symposiumsteilnehmerin nicht mit einem Text im Sammelband vertreten. Sie betonte, dass damit kein Autor mit afrikanischen Hintergrund im Sammelband präsent ist. Für Debatte sorgte außerdem eine Veranstaltung über Charlotte Wiedemanns Buch Den Schmerz der Anderen begreifen: Am geschichtsträchtigen 9. November 2022 sollte Wiedemann in einer vom Goethe-Institut und der Rosa-Luxemburg-Stiftung organisierten Veranstaltung in Tel Aviv mit dem Historiker Amos Goldberg und dem Politologen Bashir Bashir debattieren. Thema war die deutsche Erinnerungskultur in Bezug auf den Holocaust und die Nakba. Nach Kritik (etwa vom israelischen Botschafter in Deutschland, Ron Prosor und dem israelischen Außenministerium) sagten das Goethe-Institut und die Rosa-Luxemburg Stiftung die Veranstaltung ab. Andere – etwa Meron Mendel und Susan Neiman – hatten die Veranstaltung im Grundsatz verteidigt. Wiedemann selber sprach später in einer Kolumne für die taz von einer „Instrumentalisierung des Holocaustgedenkens“ gegen sie.

## Aspekte der Debatte
Wie Michael Wildt herausstellt, werden in Moses’ Katechismusartikel mehrere verschiedene Aspekte aufgegriffen und kritisiert: 

„Ohne Zweifel stellen die fünf Katechismuspunkte [siehe oben] von Moses […] ganz unterschiedliche Thesen dar, die argumentativ nur sehr lose miteinander verknüpft sind. Sie betreffen sowohl die Bewertung des Holocausts als auch die politische Haltung Deutschlands zu Israel wie die Definition des Antisemitismus.“

 Das führe dazu, dass sich die Kritik an seinen Thesen auf verschiedenen inhaltlichen Ebenen abspiele.

### Historiographische Aspekte

#### Die Singularität des Holocausts?
Die Debatte, ob das Ereignis des Holocaust als singulär gelten kann, ist nicht neu. In der Holocaustforschung bedeutet der Begriff Singularität eines Ereignisses zumeist die Kombination aus zwei Charakteristiken: einzigartig („unique“) und präzedenzlos („unprecedented“).
Auch in der Katechismusdebatte wird die Frage der Singularität des Holocausts debattiert. Jürgen Habermas argumentiert, die Singularität des Holocausts bestehe in der Wendung gegen die Juden als „innerer Feind“ (Carl Schmitt): im Gegensatz zu den kolonialen Genoziden (die sich gegen Fremde wendeten) seien die Juden als subversive Gefahr von innen betrachtet worden. Michael Wildt nennt Habermas’ Argument „erstaunlich deutschzentriert“, da es außer Acht lasse, dass der Großteil der im Zweiten Weltkrieg ermordeten Juden nicht aus Deutschland, sondern aus den besetzten Gebieten stammt. Saul Friedländer sieht im Kampf des Regimes gegen „den Juden“ die Besonderheit: Juden seien entindividualisiert worden und als „Prinzip des Bösen“ aufgefasst worden. Der Antisemitismus sei außerdem keine Form des Rassismus, da er eine längere Geschichte besitze. Dan Diner hebt die Gegenrationalität des Holocaust hervor:  Dieser sei ein „fundamentales Dementi sonsthin gültiger anthropologischer Gewissheiten über menschliches Handeln“ gewesen. Andere Historiker, etwa Michael Wildt, halten die Begrifflichkeit der Singularität für unpassend. Bezieht man den Begriff Holocaust einzig auf die Ermordung der europäischen Juden (und bezieht damit nicht – wie es teilweise bereits geschieht – z. B. die systematische Ermordung von Sinti und Roma mit ein), so bilde die Begrifflichkeit Singularität „dieses komplexe, miteinander verflochtene, sich wechselseitig radikalisierende Gewaltgeschehen erkennbar nicht mehr ab“. Der Begriff der Singularität könne dazu führen – so Wildt implizit –, dass andere Opfergruppen (etwa die Ermordung von Kranken und Behinderten) verdeckt werden. Außerdem hätten sich die Verbrechen gegen verschiedene Opfergruppen gegenseitig radikalisiert.
Die hauptsächlich durch postkoloniale Theorie inspirierten Historiker (Jürgen Zimmerer, Dirk Moses) interpretieren den Holocaust bereits seit längerer Zeit als koloniales Projekt. Zimmerer etwa veröffentlichte in den frühen 2000er Jahren einige Aufsätze, in denen er zwischen kolonialen Genoziden und dem Holocaust eine Kontinuität zieht. Deutungen, die den Holocaust mit dem Kolonialismus in Verbindung setzten, gab es schon in den 1950er Jahren, etwa von Hannah Arendt oder Aimé Césaire. Zimmerers Kontinuitätsthese behauptet, der europäische Kolonialismus und die nationalsozialistische Expansion- und Mordpolitik hätten im Grunde auf ähnlichen Konzepten von Rasse und Raum basiert und teilten einige Herrschaftspraktiken. Der Holocaust ist in diesem Verständnis ein Genozid, der zwar graduell größer als andere Genozide (etwa der Niederschlagung des Aufstandes der Herero und Nama) ist, strukturell und essentiell aber mit diesem gleichzusetzen sei. Zimmerers Interpretation ist in der Geschichtswissenschaft (hauptsächlich in den frühen 2010ern) vielfach auf Kritik gestoßen, etwa von Stephan Malinowski, Birthe Kundrus und Steffen Klävers. Andere wiesen darauf hin, dass koloniale Elemente in anderen Teilen der NS-Herrschaft – etwa in der Besatzung der Ukraine während des Zweiten Weltkriegs oder dem Ostfeldzug generell – zu finden seien, der Holocaust jedoch als koloniales Projekt fehlinterpretiert sei.
Moses bezeichnete den Holocaust als „subalternen Genozid“: Die sich selbst als unterlegen (subaltern) wahrnehmenden Deutschen hätten sich in einem antikolonialen Befreiungskampf von imaginierten Kolonisten (im nationalsozialistischen Verständnis laut Moses den Juden) befreit. Moses konstruiert seine Argumentation hier aus dem Blickwinkel der Täter; er argumentiert nicht, dass den Deutschen faktisch eine Subalternität zugesprochen werden kann, sondern nur, dass sich diese als subalterne Subjekte imaginiert hätten.

#### Folgen von Singularität: Vergleichbarkeit und Gleichsetzung
Autoren wie Jürgen Zimmerer und Michael Rothberg fordern das Ende eines angeblichen Vergleichsverbotes, das ihrer Ansicht nach durch die Heraushebung des Holocausts aus der Geschichte entstanden sei. Dieser Ansicht wurde von Sybille Steinbacher widersprochen: 

„Wenn es von postkolonialer Seite jetzt fordernd heißt: ‚Enttabuisiert den Vergleich!‘, dann geht das ins Leere. Es gibt schlichtweg kein Vergleichstabu.“

 Mehrfach wurde auch darauf hingewiesen, dass eine Einschätzung des Holocausts einen Vergleich gerade voraussetzt, es methodisch also gar kein Vergleichsverbot geben kann, wenn der Holocaust als singulär betrachtet wird.

### Erinnerungskultur
Moses’ Vorwurf, der Katechismus der Deutschen betone einseitig die Erinnerung an die Opfer des Holocausts und verdecke damit andere Opfergruppen, etwa Opfer kolonialgenozidaler Gewalt, wird von Susan Neiman ähnlich erhoben, die argumentiert, dass das Festhalten an der Singularitätsthese des Holocausts dazu führe, dass nationalsozialistische Verbrechen an anderen Völkern in den Schatten gestellt würden. Jürgen Zimmerer hingegen warnte von einem „konservative[n] rechte[n], nationalistische[n] bis völkische[n] Rollback-Versuch“ in der Erinnerungskultur unter dem Deckmantel einer kritischen Geschichtsbetrachtung: Die Lehren des Nationalsozialismus würden auf den Holocaust und auf antisemitische Verbrechen reduziert. Dies führe zur Ausklammerung anderer Lehren. Außerdem richte sich die gegenwärtige Erinnerungspolitik zu einseitig an Deutsche. Die von Moses und Neiman gewissermaßen implizierte Opferkonkurrenz hält Sebastian Conrad jedoch nicht für gegeben. Historisch habe die Erinnerung an die NS-Verbrechen sogar die Erinnerung an andere Verbrechenskomplexe ermöglicht: „Generell kann man sagen, dass die zentrale Rolle des Holocaust in der öffentlichen Erinnerung immer wieder auch Raum für andere Opfergruppen geschaffen hat“. So könne es im Bezug auf Holocaust und Kolonialismus auch diesmal sein. Als Beispiel führt Conrad die Verlegung von Stolpersteinen für Schwarze an, die wegen ihrer Hautfarbe Opfer des Nationalsozialismus geworden sind. Ein ähnliches Argument findet sich bereits bei Jacob Eder, der meint, dass erst aufgrund der Auseinandersetzung mit dem Nationalsozialismus „wesentliche[] politische[], wissenschaftliche[] und erinnerungskulturelle[] Grundlagen und ‚Instrumente‘ […] geschaffen wurden, auf Basis derer andere Leidens-und Verbrechensgeschichten heute erforscht, erörtert und diskutiert werden.“ Der Historiker Sebastian Voigt schrieb: „Moses relativiert den Holocaust, leugnet die Spezifik des Antisemitismus und seinen Unterschied zum Rassismus. Den antisemitischen Massenmord löst er in eine allgemeine Gewaltgeschichte des Westens auf.“ Moses´ Artikel stehe „für eine extreme Form des linken Geschichtsrevisionismus“.
Mehrfach debattiert wurde außerdem die These des amerikanischen Literaturwissenschaftlers Michael Rothberg, dessen 2009 veröffentlichtes Buch Multidirectional Memory. Remembering the Holocaust in the Age of Decolonization erst im Februar 2021 in deutscher Übersetzung erschien. Darin schlägt Rothberg eine neue Form von Erinnerung vor: „multidirektionale Erinnerung“. Erinnerungskulturen praktizierten bei simultanen Erinnerungen an verschiedene Verbrechenskomplexe gegenwärtig ein „Nullsummenspiel“, das dazu führe, dass eine dominierende Erinnerung andere Erinnerungen marginalisiere (Rothberg spricht in diesem Zusammenhang von einer „kompetitiven Erinnerungskultur“). Dieser seiner Meinung nach fehlerhaften Deutung und Praxis von kollektiven Erinnerungskulturen setzt Rothberg sein Konzept der multidirektionalen Erinnerung entgegen, das eine Opferhierarchie vermeiden möchte. Rothberg bezieht sich dabei insbesondere auf Filme, Bilder und Literatur, die er kulturwissenschaftlich analysiert.
In Abgrenzung von Rothbergs multidirektionaler Erinnerung spricht Natan Sznaider von verschiedenen „Fluchtpunkten der Erinnerung“. Erinnerungen an Kolonialismus und Holocaust liefen zwar auf parallelen Bahnen ab, hätten jedoch verschiedene Fluchtpunkte. Sie seien partikulär und könnten nicht immer – wie Rothberg es behaupte – in der Funktion einer multidirektionalen Erinnerung gelesen werden.

### Israel und Palästina
Immer wieder nahm die Debatte auch explizit Bezug auf die Situation in Israel bzw. Palästina. Für Urs Lindner gilt das deutsche Verhältnis zu Israel als die „eigentliche Bruchlinie der gegenwärtigen erinnerungspolitischen Debatte“. Moses kritisiert die „Glaubenswächter“, die in Palästinensern und nicht-zionistischen Juden die „neuen Nazis“ entdeckten, und sieht den BDS-Beschluss des Bundestags als negatives Zeichen an. Für Meron Mendel ist Moses’ Artikel dazu gedacht, Israel zu kritisieren: „Moses macht gar keinen Hehl daraus, dass er in Wirklichkeit den Staat Israel verurteilen möchte. Nur in diesem Zusammenhang kritisiert er die – vermeintliche oder tatsächliche – Zurückhaltung Deutschlands gegenüber Israel aufgrund des Holocausts.“ Das Besondere, so Mendel in einer anderen Publikation, sei auch, dass Moses die historische Frage der Singularität des Holocausts neben die politische Frage der Solidarität zu Israel stellt. Eine Erklärung, wie diese beiden Katechismen verbunden sind, bleibe aus. Für Mendel handelt es sich um zwei verschiedene Fragen, die Moses fälschlicherweise engführe, quasi in eine zwingende Beziehung zueinander stelle. Omer Bartov hingegen argumentiert, dass an der deutschen Erinnerungskultur problematisch sei, dass sie der rechtsgerichteten israelischen Regierung in die Hände spiele, die sich damit von „gerechtfertigter und dringend benötigter Kritik ihrer Unterdrückungspolitik gegenüber den Palästinensern“ abschotten könne. Die Erinnerungspolitik setze der deutschen Politik zudem Grenzen bei der kritischen Meinungsäußerung zum Staate Israel. Bartov plädiert, im Namen der Vergangenheit sich gegen Ungerechtigkeiten der Gegenwart auszusprechen.
Auch von anderen wurde dem Postkolonialismus explizit vorgeworfen, in Teilen antiisraelisch oder antisemitisch zu sein.

### Debattenbeiträge
- Susan Neiman, Michael Wildt (Hrsg.): Historiker streiten: Gewalt und Holocaust – die Debatte, Propyläen, Berlin 2022, ISBN 978-3-549-10050-9
- Saul Friedländer, Norbert Frei, Sybille Steinbacher, Dan Diner, Jürgen Habermas: Ein Verbrechen ohne Namen: Anmerkungen zum neuen Streit über den Holocaust, C.H. Beck, München 2022, ISBN 978-3-406-78449-1
- Rolf Füllmann: Professor Moses und die Judenfrage. Zur Fiktion eines philosemitischen ‚Katechismus der Deutschen‘ in der ‚Geschichte der Gegenwart‘, in: Literaturkritik.de, 2021 (online verfügbar)
- Michael Wildt: Was heißt: Singularität des Holocausts?, Überarbeitete und ergänzte Version der Abschiedsvorlesung an der Humboldt-Universität, in: Zeithistorische Forschungen, 2022 (online verfügbar)
- Meron Mendel: Über Israel reden. Eine deutsche Debatte, Kiepenheuer und Witsch, Köln 2023 (insbesondere S. 149–181)
- Michael Rothberg: Gelebte Multidirektionalität: Der „Historikerstreit 2.0“ und die Politiken der Holocausterinnerung. in: Jürgen Zimmerer (Hrsg.): Erinnerungskämpfe. Neues Deutsches Geschichtsbewusstsein, Reclam, Ditzingen 2023, ISBN 978-3-15-011454-4, S. 233–247
- Ali Tonguç Ertuğrul, Sabri Deniz Martin, Vojin Saša Vukadinović: Dirk Moses und die ‚Pluralisierung‘ von Erinnerungskultur. Eine antizionistische Geschichte der Gegenwart, in: Leder, Stella (Hg.), Über jeden Verdacht erhaben? Antisemitismus in Kunst und Kultur, Verlag Hentrich & Hentrich, 2021, ISBN 978-3-95565-464-1, S. 130–142

### Rezeption, Analysen und Forschungsliteratur
- Frank Bajohr, Rachel O’Sullivan: Holocaust, Kolonialismus und NS-Imperialismus. Wissenschaftliche Forschung im Schatten einer polemischen Debatte, Vierteljahrshefte für Zeitgeschichte, Nr. 70, 2022 (eine gekürzte Version ist bei der Bundeszentrale für politische Bildung erschienen, Link)
- Steffen Klävers: Vergleichen, gleichsetzen, verkennen – Zur kolonialen Umdeutung des Holocaust im Historikerstreit 2.0, in: Die Zukunft, 3. Feber 2022.
- Urs Lindner: Die Singularität der Shoah und die postkoloniale Herausforderung der deutschen Erinnerungskultur. Eine Bestandsaufnahme des „Historikerstreits 2.0“, in: Geschichte und Gesellschaft (48), Heft 2, 2022
- Natan Sznaider: Fluchtpunkte der Erinnerung. Über die Gegenwart von Holocaust und Kolonialismus. Hanser, München 2022, ISBN 978-3-446-27296-5 (hier verwendete Ausgabe: Sonderausgabe der Bundeszentrale für politische Bildung, Bonn 22)
- Meron Mendel (Hrsg.): Singularität im Plural. Kolonialismus, Holocaust und der zweite Historikerstreit. Beltz Juventa, Weinheim/Basel 2023, ISBN 978-3-7799-7329-4
- Stephan Grigat, Jakob Hoffmann, Marc Seul, Andreas Stahl (Hrsg.), Erinnern als höchste Form des Vergessens? (Um-)Deutungen des Holocaust und der „Historikerstreit 2.0“, Verbrecher, Berlin 2023, ISBN 9783957325709